# Loes Haverkort
Loes Haverkort (Almelo, 19 januari 1981) is een Nederlandse actrice en zangeres.

## Levensloop
Loes Haverkort groeide op in Wierden en rondde in 2004 haar acteursopleiding af aan de Toneelacademie Maastricht. In 2010 speelde ze in de film Dik Trom. Muziek zat al vroeg in haar bloed, ze speelde onder meer in de band Casual. Daarna richtte zij met vier bevriende actrices een eigen toneelgezelschap op genaamd Norfolk. Samen met haar echtgenoot Floris Verbeij vormt ze de indiepop-band L O U I S V en bracht ze de titelsong van de film Rendez-vous ("Trouble in Paradise") uit.
In 2019 was Haverkort een van de deelnemers aan het SBS6-programma It Takes 2. Haverkort wist deze zangwedstrijd te winnen. Aansluitend verscheen haar single Lost. In 2022 was Haverkort te zien als secret singer in het televisieprogramma Secret Duets.

## Privé
- Haverkort is in 2012 getrouwd[4] en heeft met haar man een zoon en een dochter.

## Theater/musical

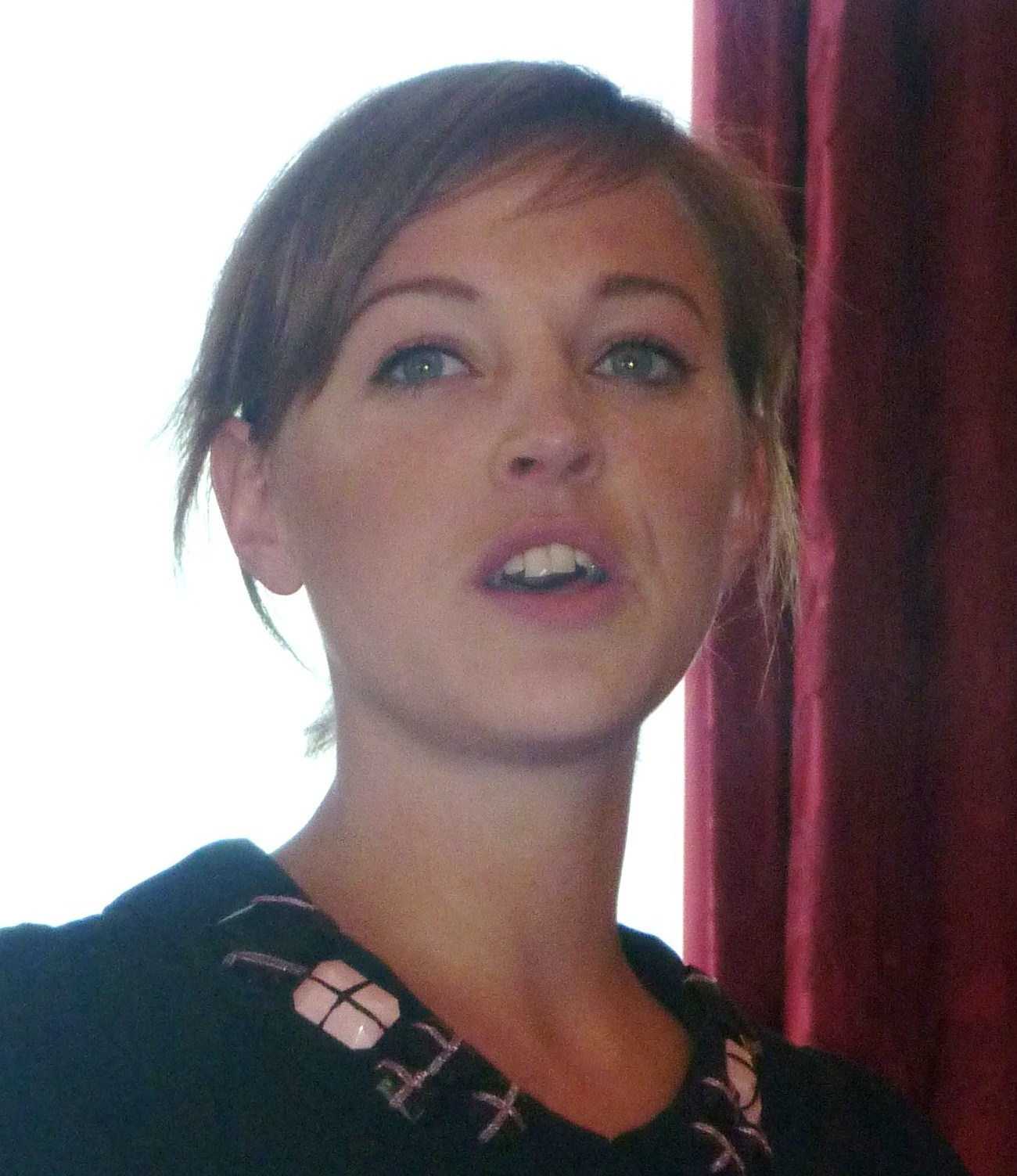
Haverkort in Soldaat van Oranje, 2010

- 2014 Soldaat van Oranje - Charlotte (regie: Theu Boermans)
- 2012 Koninginnenacht (Nationale Toneel, regie: Franz Wittenbrink)
- 2011 Emmi@Leo - Emmi
- 2011 Jiskefet - Goeiesmorgens de Musical
- 2010 Soldaat van Oranje - Charlotte (regie: Theu Boermans)
- 2009 Brandende liefde - Anna (Beeldenstorm/Harry Kies Theaterprodukties, regie: Fons Merkies)
- 2008 De koopman van Venetië - Portia (De Theatercompagnie, regie: Theu Boermans)
- 2008 Cruise (coproductie van Norfolk en Artemis, regie: Radomira Dostal)
- 2008 Route 66 - Nathalie (Beeldenstorm/Harry Kies Theaterprodukties, regie: Titus Muizelaar)
- 2007 Palindrome (De Veenfabriek/Touki Delphine)
- 2007 Uptijd (coproductie van Norfolk en Theater Artemis, regie: René van 't Hof)
- 2006 Titus Geen Shakespeare (The Glasshouse, regie: Kees Roorda)
- 2006 ICH - Sophie (Toneelschuur Haarlem, regie: Karen Claes)
- 2005 Kantoor (Norfolk, regie: Jeroen Willems)
- 2004 Paling moet ie daarin (Muziektheatergezelschap Touki Delphine)
- 2004 Val van de Goden (ZT/Hollandia, regie: Johan Simons en Paul Koek)
- 2004 Richard III - (Margareth ZT/Hollandia, regie: Johan Simons)
- 2003 Fall der Götter, Berlijn (ZT/Hollandia, regie: Johan Simons en Paul Koek)
- 2003 Clowns, Festival De Parade (regie: Aus Greidanus sr.)
- 2003 Het Punthoofd, Oerol Festival (regie: Lotte van den Berg)

## Filmografie

### Film
- 2025 iHostage - Lynn
- 2022 Kerstappels - Jasmijn
- 2020 Goud - Irene
- 2019 Singel 39 - Marleen
- 2018 Redbad - Frea
- 2017 Gek van geluk - Jeanette
- 2017 Voor elkaar gemaakt - Jip
- 2015 Ja, ik wil! - Sarah
- 2015 De Boskampi's - Wanda
- 2015 Rendez-vous - Simone
- 2015 Schneider vs. Bax - Lucy
- 2014 Pak van mijn hart - Floor
- 2013 Lieve Céline - Susan
- 2012 10 voor 12 - Sofia
- 2011 Mijn opa de bankrover - Birgit (regie: Ineke Houtman)
- 2010 Dik Trom - Sonja Slager (regie: Arne Toonen)
- 2009 Coach - Fleur (regie: Joram Lürsen)
- 2008 Het echte leven - Loes (regie: Robert Jan Westdijk)
- 2007 Sarah & hij - Sarah (regie: Anne de Clerq)
- 2006 De Sportman van de Eeuw - Swobkje (regie: Micha Alexander)
- 2005 Eilandgasten - Willemijn (regie: Karim Traïdia)

### Televisie
- 2025 That's My Jam - deelnemer
- 2024 Hein - Yara
- 2024 Oh, wat een jaar! - deelnemer
- 2024 Weet Ik Veel - deelnemer
- 2023 Oogappels - Jasmijn
- 2023 Het perfecte plaatje - winnaar
- 2022-2023 Van der Valk - Lena Linderman
- 2022-2024 Moedermaffia - Daan - hoofdrol
- 2021 Onmogelijke duetten - deelnemer
- 2019 DNA - Kate Daans
- 2019 It Takes 2 - winnaar
- 2018 Wie is de Mol? 2018 - deelnemer, afgevallen in aflevering 5
- 2017 Celblok H - Anouk van Dam - hoofdrol
- 2016 Weemoedt - Anna Novak
- 2016 Het Klokhuis, educatief kinderprogramma
- 2016 De jacht[5]
- 2015-2017 Vechtershart - Bodil Fortuna
- 2014 Rechercheur Ria - gastrol
- 2012 Lieve Liza - Karin
- 2010 Bernhard, schavuit van Oranje - Máxima
- 2010 De Troon - Sophia van Württemberg
- 2009 Floor Faber - Alyssa (2009)
- 2009-2010 VOC - zichzelf
- 2008 Juliana (seizoen 2) - Cock Gilles
- 2007 Julia's Tango (seizoen 1) - Carolien
- 2006-2007 Van Speijk - Tina Zonderland
- 2006 Spoorloos verdwenen - Kim de Bruijne
- 2005 AlexFM - Lin
- 2004-2006  Efteling Sprookjes - verschillende rollen